# 萨米尔·奥卡沙
萨米尔·奥卡沙（阿拉伯语：‎，1971年10月9日—）是一位英国哲学家，布里斯托尔大学科学哲学教授，2018年当选英國國家學術院院士，主要作品有入选牛津通识读本的《科学哲学》（Philosophy of Science）、《生物学哲学》（Philosophy of Biology）等。